# كريستيان بورديلو
كريستيان بورديلو هو لاعب هوكي جليد كندي، ولد في 23 سبتمبر 1947 في رووان نوراندا في كندا.

## وصلات خارجية
- كريستيان بورديلو على موقع دوري الهوكي الوطني (الإنجليزية)
- كريستيان بورديلو على موقع EliteProspects.com (الإنجليزية)
- كريستيان بورديلو على موقع HockeyDB.com (الإنجليزية)
- كريستيان بورديلو على موقع Hockey-Reference.com (الإنجليزية)